# Maria Kuryluk

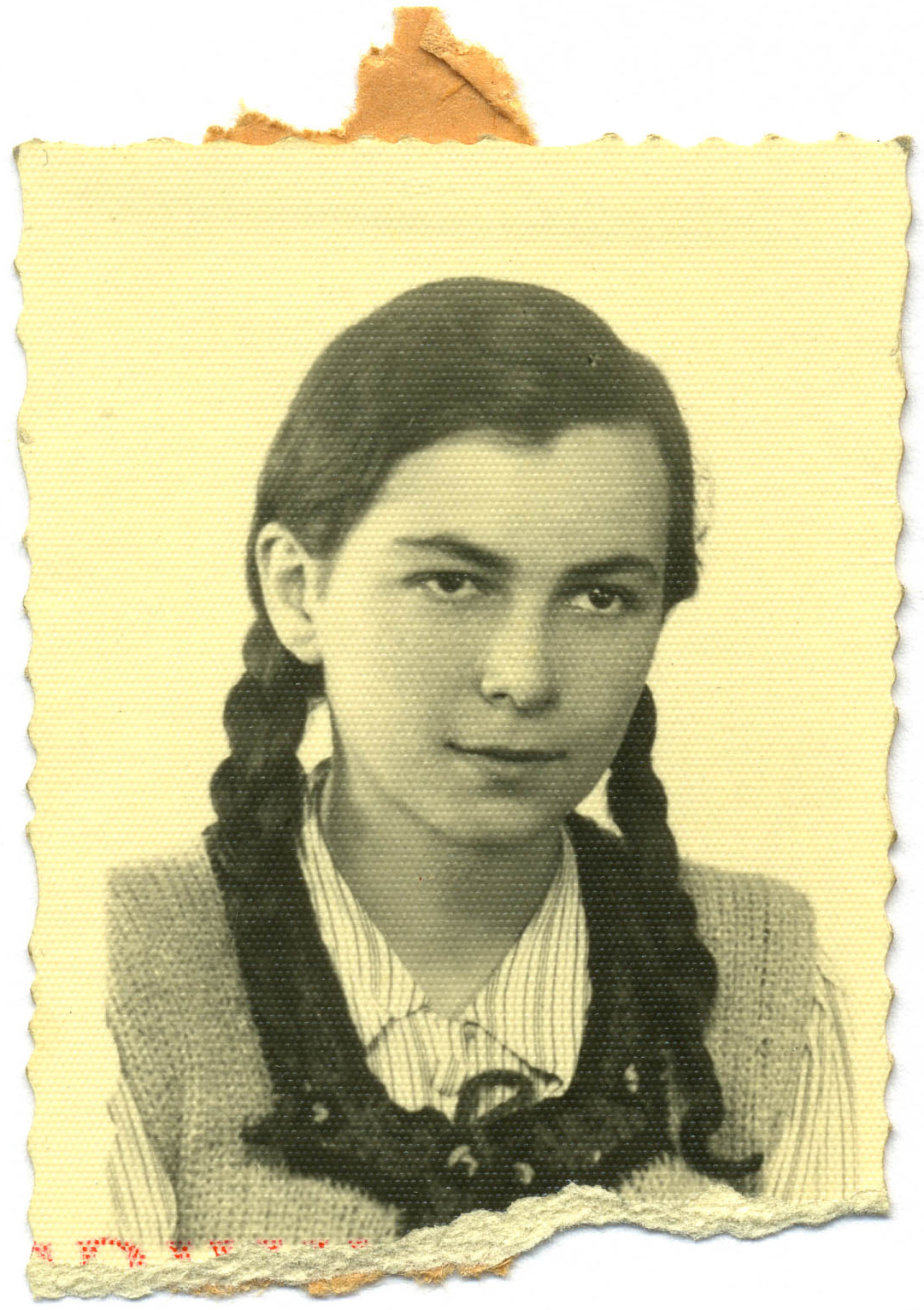
Miriam Kohany jako gimnazjalistka, ok. 1931

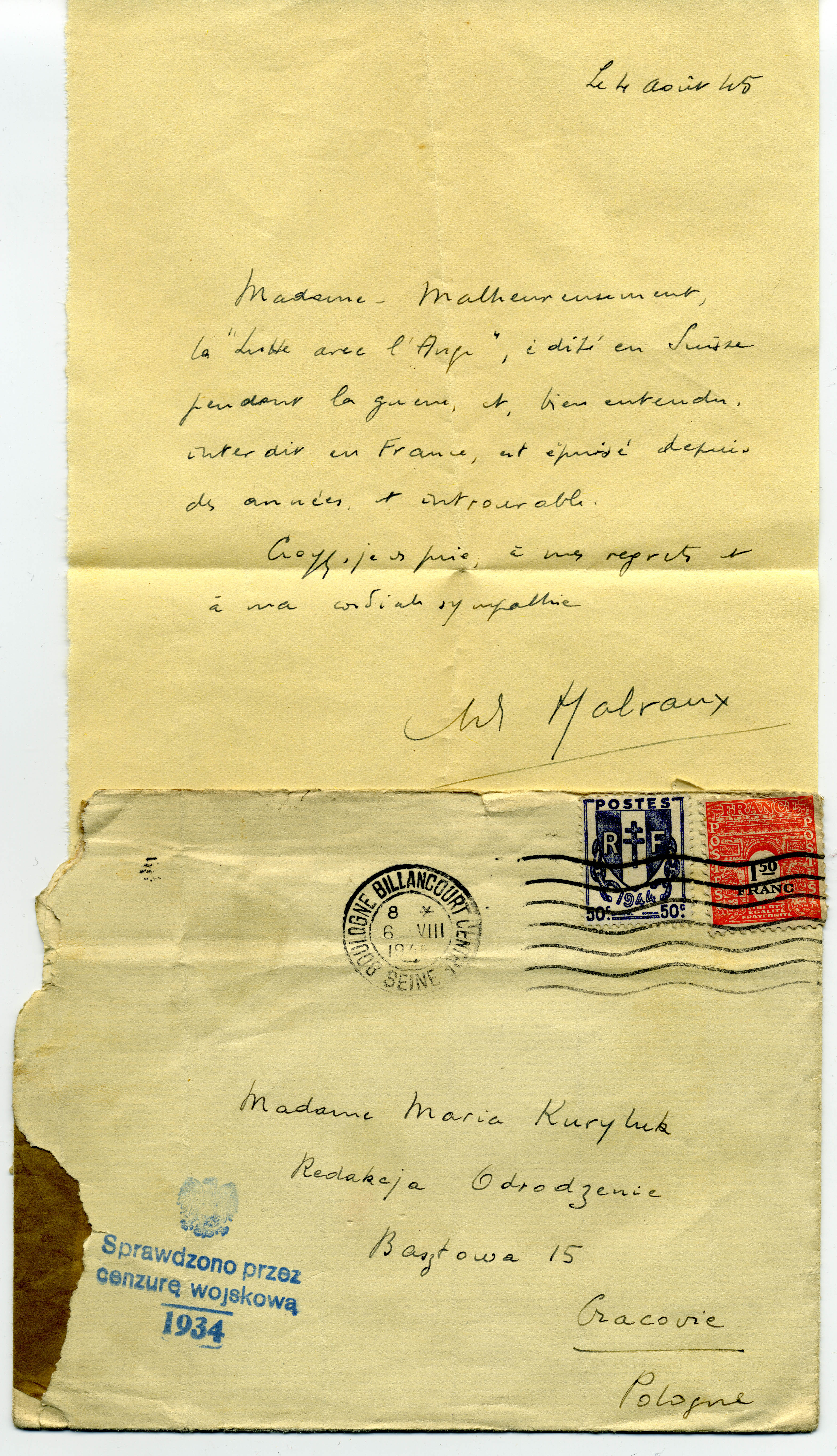
Koperta i list do Marii Kuryluk w Krakowie od André Malraux w Paryżu z 4 sierpnia 1945

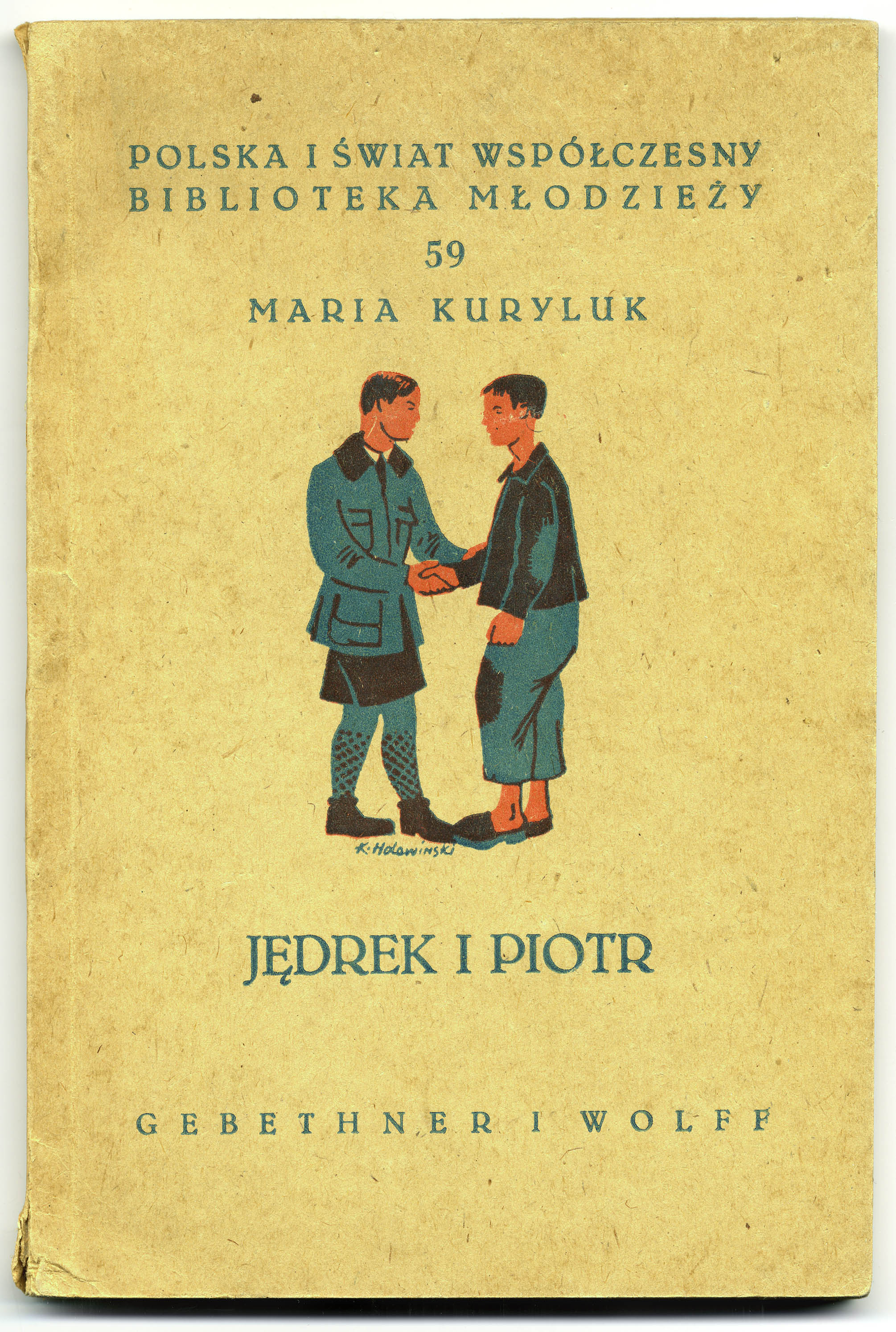
Okładka książki Marii Kuryluk Jędręk i Piotr, Warszawa, 1946

Maria Kuryluk (ur. 24 grudnia 1917 w Białej, zm. 1 stycznia 2001 w Warszawie) – poetka, pisarka, dziennikarka, tłumaczka i amatorka pianistka. Jej pierwszym mężem był Teddy Gleich (1912–1946), drugim Karol Kuryluk (1910–1967). Matka Ewy Kuryluk i Piotra Kuryluka (1950–2004).

## Życiorys
Maria Kuryluk urodziła się jako Miriam Kohany w mieszczańskiej rodzinie żydowskiej; była córką Hermana Kohany (1882–1942) i Pauliny z domu Raaber (1882–1942). Ojciec zginął w niewyjaśnionych okolicznościach pod Krakowem, matkę i młodszą siostrę Hildę Kohany (1920–1942) zamordowano w Treblince. Najstarszy brat Oskar Kohany przeżył wojnę w ZSRR i w 1950 roku wyemigrował z rodziną z Polski do Izraela.

## Przed II wojną światową
Miriam Kohany pochodziła z rodziny dwujęzycznej. Mówiła po polsku i po niemiecku, znała biegle francuski i rosyjski, była uzdolniona muzycznie i literacko. Od wczesnych lat szkolnych pisała poezję. Zadebiutowała wierszami w gazetce niemieckojęzycznego protestanckiego gimnazjum dla dziewcząt w Bielsku. Po maturze utrzymywała się z pracy biurowej i tłumaczeń, działała w syjonistycznym harcerstwie, występowała w przedstawieniach teatralnych, dawała koncerty fortepianowe i zastanawiała się, czy wybrać karierę muzyczną czy literacką. Do ulubionych autorów Miriam należeli Goethe, Hölderlin, Kleist, Puszkin i Tomasz Mann. Jego córkę poznała osobiście, gdy Erika Mann gościła w Bielsku ze swoim antyfaszystowskim kabaretem Die Pfeffermühle („Młynek do pieprzu”).

## II wojna światowa
Na początku września 1939 Miriam Kohany, jej mąż Teddy Gleich i jej brat Oskar z żoną oraz malutką córeczką przyłączyli się do grupy młodzieży, która uciekła z Białej Krakowskiej do Lwowa. Ich dalsze losy są nieznane. Wiadomo tylko, że Oskara Kohany z rodziną deportowano do Kazachstanu. A Miriam i Teddy Gleich wydostali się z lwowskiego getta i przeżyli po aryjskiej stronie dzięki pomocy Karola Kuryluka, który ich ukrył i wciągnął do konspiracji. Miriam robiła nasłuch radiowy i tłumaczyła biuletyn informacyjny, obsługiwała powielacz i pisała na maszynie, a w ostatnim okresie, gdy Armia Czerwona zbliżała się do Lwowa, roznosiła po dzielnicy niemieckiej i koszarach Wehrmachtu ulotki wzywające żołnierzy do dezercji. Przez całą wojnę kontynuowała też twórczość literacką. Wojenne kajety Miriam Kohany, odnalezione po jej śmierci przez córkę Ewę Kuryluk, zawierają dziesiątki wierszy, recenzje lektur i nieskończoną powieść o rodzinie, której zamiłowanie do literatury odzwierciedla symboliczne nazwisko Buch („książka”).

## Po II wojnie światowej
W sierpniu 1944 roku Maria Kuryluk objęła dział listów w „Odrodzeniu”. Do jej zadań należało nawiązanie kontaktu z rozproszonymi po całym świecie autorami lwowskich „Sygnałów”, których kontynuacją miał być ten redagowany przez Karola Kuryluka tygodnik. Korespondencję utrudniała cenzura wojskowa, której stemple widać na kopercie listu wysłanego do Marii Kuryluk 4 sierpnia 1945 z Paryża przez André Malraux w odpowiedzi na jej prośbę o fragment nowej powieści pisarza.
Pod koniec wojny Maria Kuryluk zaczęła pisać po polsku. Jej pierwsza książka Jędrek i Piotr, krótka powieść o chłopcach sierotach, którymi się opiekowała w Krakowie, ukazała się w Warszawie w 1946 roku. Nie opublikowała natomiast swojego najważniejszego powojennego tekstu, wspomnienia o Zdzisławie Bielińskim. Był on jedynym lwowskim lekarzem, który w czasie okupacji hitlerowskiej odwiedzał chorych w getcie, skąd wiele osób wyciągnął i ocalił z pomocą żony Zofii. W lutym 1945 roku dr Bieliński zginął we Lwowie, a jego żona została ciężko ranna, gdy wybuchła bomba, przeniesiona wieczorem do ich domu. Historia Zdzisława i Zofii Bielińskich, Sprawiedliwych Wśród Narodów Świata, stała się bliżej znana dopiero niedawno, kiedy Ewa Kuryluk odnalazła to wspomnienie i zamieściła jego kluczowe fragmenty w swojej powieści Frascati (2009).
Po śmierci Teddy Gleicha, zmarłego w lipcu 1946 w krakowskim szpitalu na skutek ran odniesionych przypuszczalnie w pogromie kieleckim, Maria Kuryluk załamała się i już się nie podniosła. Zaczęła chorować psychicznie i ukrywała się do zgonu. Na początku lat 50. podjęła studia zaoczne na wydziale germanistyki Uniwersytetu Poznańskiego, ale nie ukończyła pracy magisterskiej o twórczości Tomasza Manna.
W latach 1956–58, kiedy Karol Kuryluk był ministrem kultury, Maria Kuryluk przyczyniła się do zaproszenia do Polski, otwierającej się po Październiku na kulturę zachodnią, wielu znakomitych artystów, których gościła u siebie w domu. Czytelnikowskie mieszkanie Kuryluków na Frascati odwiedzili Vivien Leigh, Laurence Olivier, Gérard Philipe, Yves Montand. 1 stycznia 1959 roku Karol Kuryluk został ambasadorem w Austrii i przeniósł się z rodziną do Wiednia, gdzie zdrowie Marii Kuryluk pogorszyło się. Walczyła z chorobą i tłumaczyła na polski poezję Ericha Frieda, Ingeborg Bachmann, Thomasa Bernharda. Przyjaźniła się z pisarką Adrienne Thomas i korespondowała z Eriką Mann.
Po nagłym zgonie męża 9 grudnia 1967 Maria Kuryluk udzielała lekcji niemieckiego i francuskiego, pracowała jako bibliotekarka w Austriackim Instytucie Kultury i recenzowała niemieckojęzyczne nowości literackie dla polskich wydawnictw. Poezję austriacką i niemiecką tłumaczyła do śmierci.
Maria Kuryluk jest pochowana z mężem i synem na warszawskim Cmentarzu Powązki Wojskowe w grobie zaprojektowanym przez Ewę Kuryluk (kwatera A 27 rz. Tuje m. 20).

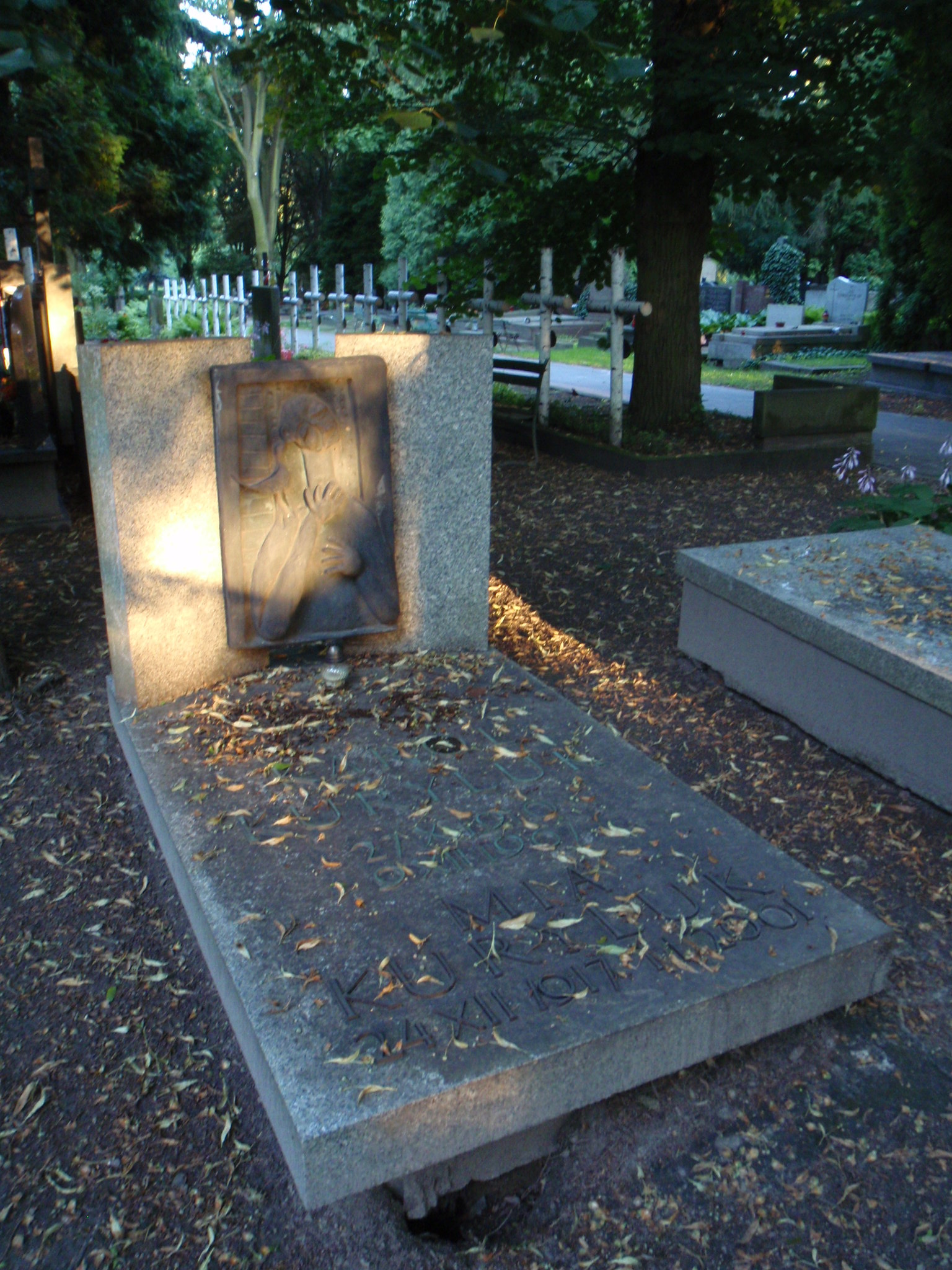
Grób Kuryluków na Cmentarzu Wojskowym na Powązkach

## Twórczość literacka
Opowiadania, reportaże, wiersze i przekłady Marii Kuryluk ukazały się w czasopismach „Rzeczpospolita”, „Odrodzenie”, „Nowa Kultura” i „Zeszyty Literackie”. Niemieckojęzyczna spuścizna Miriam Kohany, tragiczne świadectwo jej ukrytego życia, została odnaleziona dopiero niedawno przez Ewę Kuryluk, która przełożyła na polski i opublikowała niektóre wczesne wiersze matki. Jest ich w sumie ponad sto, najwcześniejsze pochodzą z 1936 roku. Cechuje je mroczny nastrój. Nad pięknem przyrody i marzeniami o miłości dominuje groza polityczna. Młoda poetka nazywa Hitlera (Führer) strasznym „uwodzicielem” (Verführer) narodu niemieckiego.
Ewa Kuryluk upamiętniła postać matki w powieściach Goldi (2004) i Frascati (2009) oraz w instalacjach Lecą żółte ptaki (2001), Tabuś (2005) i Tryptyk na żółtym tle (2010).

## Galeria zdjęć

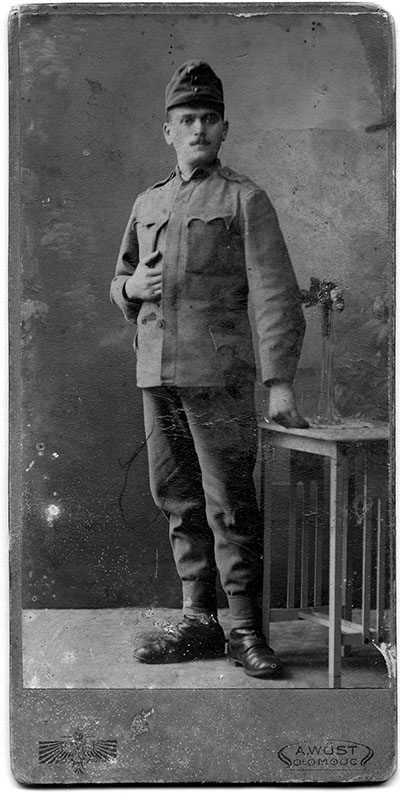
Herman Kohany (1882–1942), ojciec Miriam Kohany, Ołomuniec, ok. 1914, archiwum Ewy Kuryluk
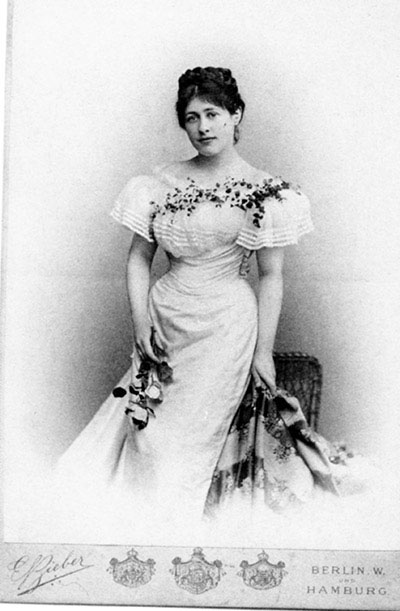
Paulina Raaber (1882–1942), matka Miriam Kohany, ok. 1900, fot. E. Bieber, Berlin, ok. 1900, archiwum Ewy Kuryluk
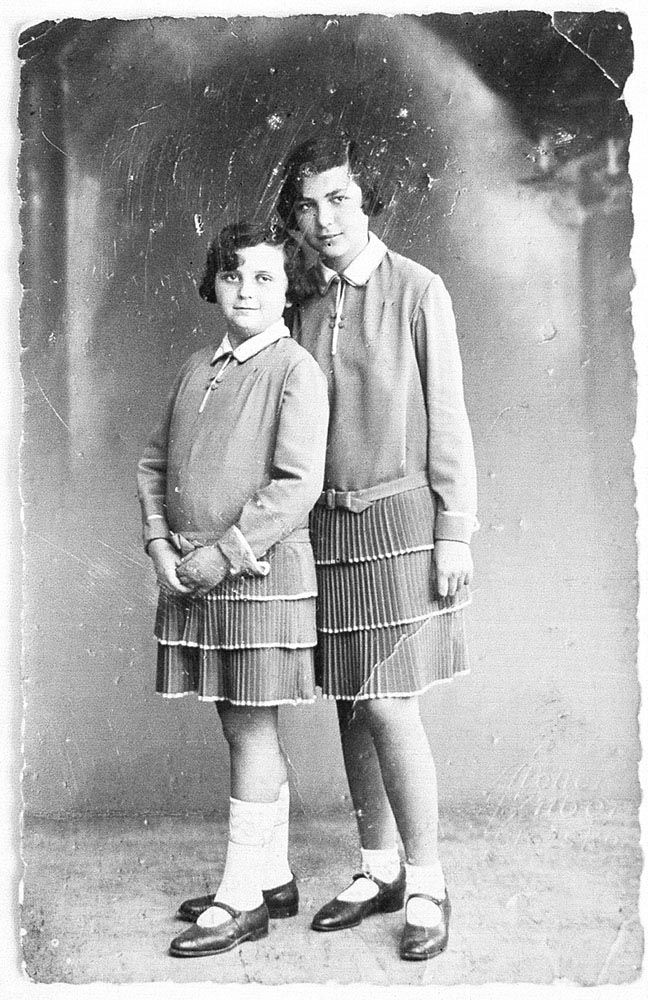
Miriam Kohany ze swoją młodszą siostrą Hilde, ok. 1933, fotograf nieznany, archiwum Ewy Kuryluk
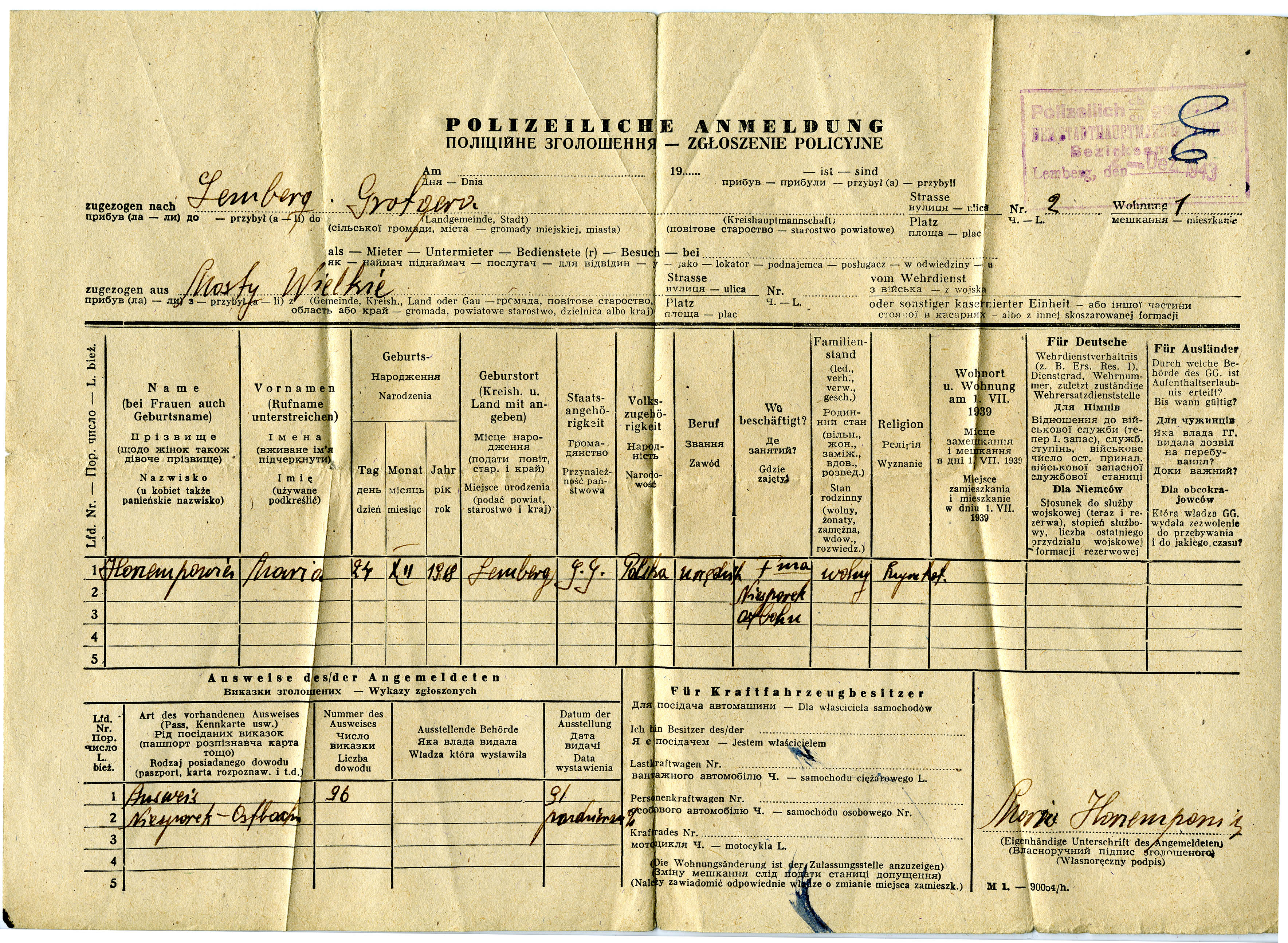
Polizeiliche Anmeldung (formularz meldunkowy) Miriam Kohany na nazwisko Maria Horzempowicz, Lwów, grudzień 1943
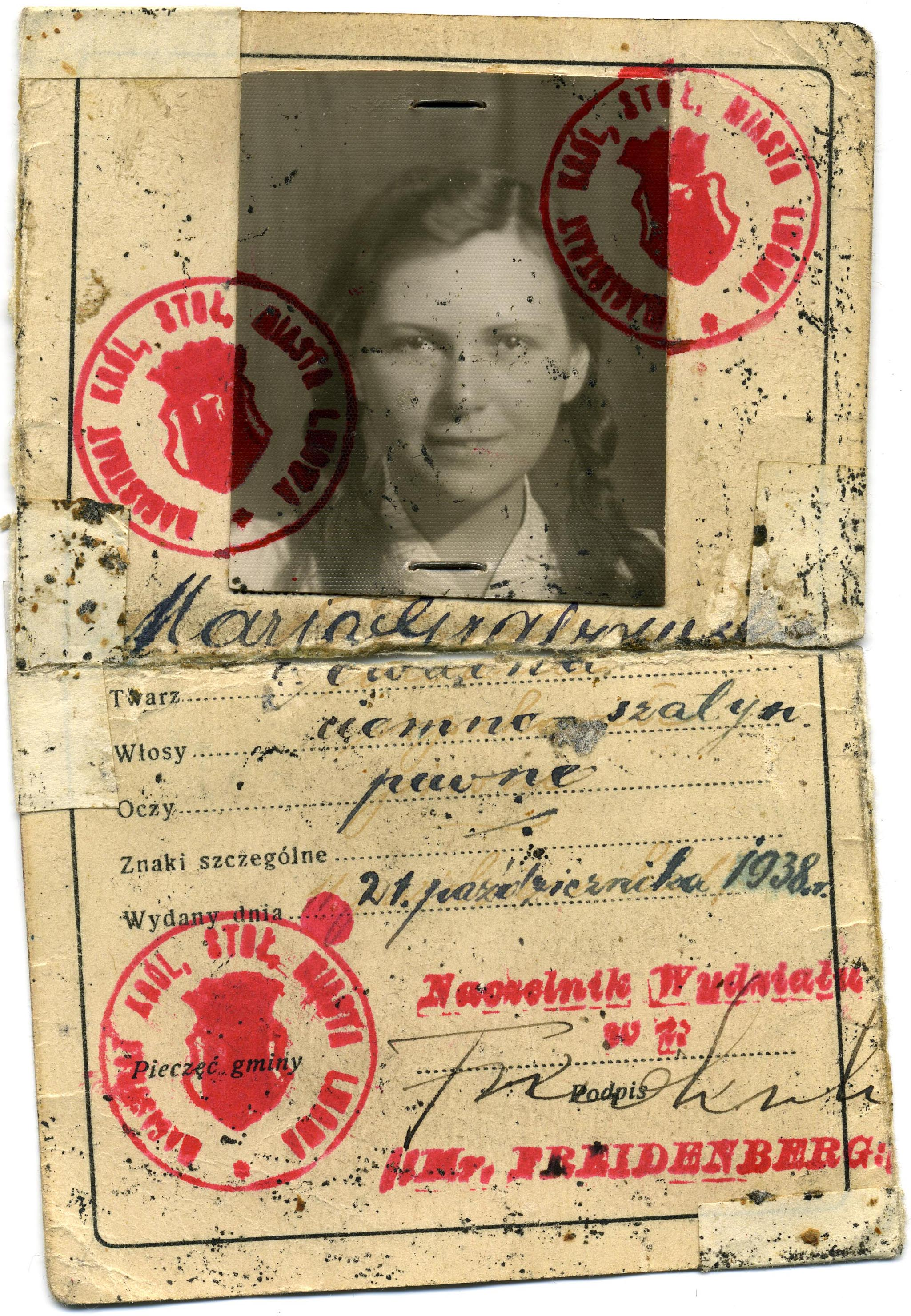
Lwowska legitymacja Miriam Kohany na nazwisko Maria Grabowska
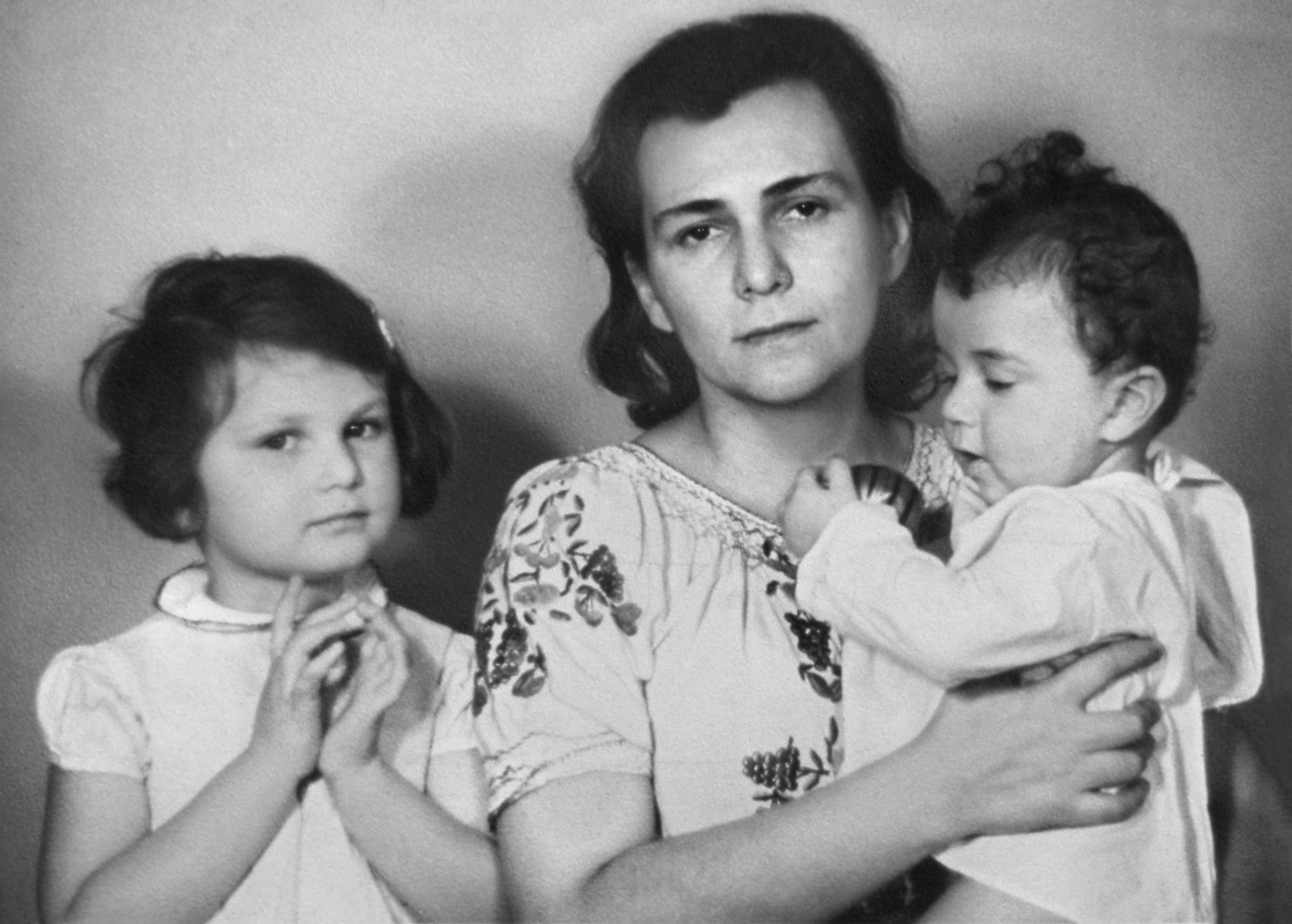
Maria Kuryluk z córką Ewą i synem Piotrem, 1950
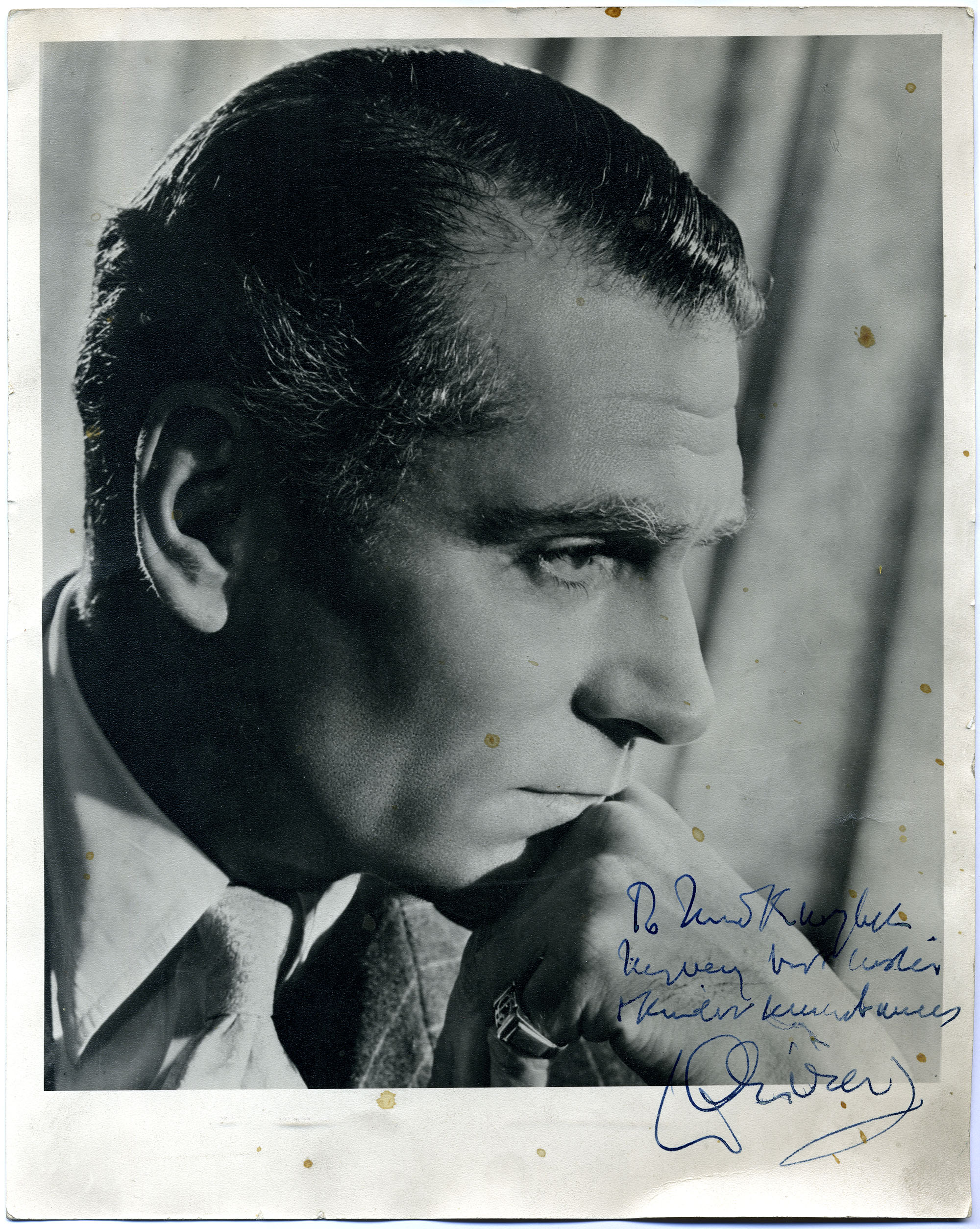
Zdjęcie dedykowane Mii Kuryluk przez Laurence’a Oliviera w 1957 roku, gdy z żoną Vivien Leigh odwiedził Kuryluków na Frascati w Warszawie, fotograf nieznany, archiwum Ewy Kuryluk
Zdjęcie dedykowane Mii Kuryluk przez Vivien Leigh w 1957 roku, gdy była z mężem Laurence’em Olivierem u Kuryluków na Frascati w Warszawie, fotograf nieznany, archiwum Ewy Kuryluk
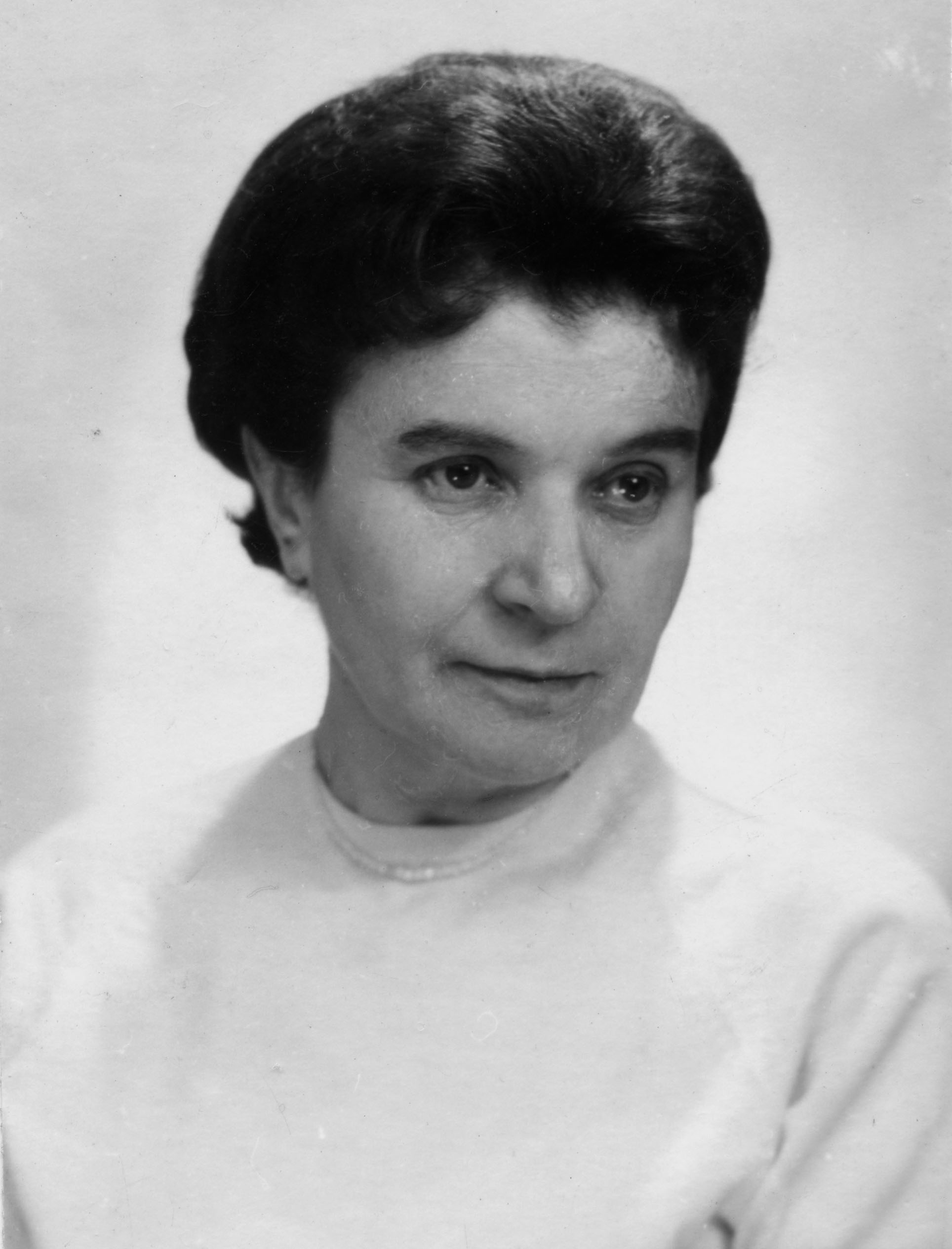
Dr Zofia Bielińska, Warszawa, 1966, fot. Karol Kuryluk?
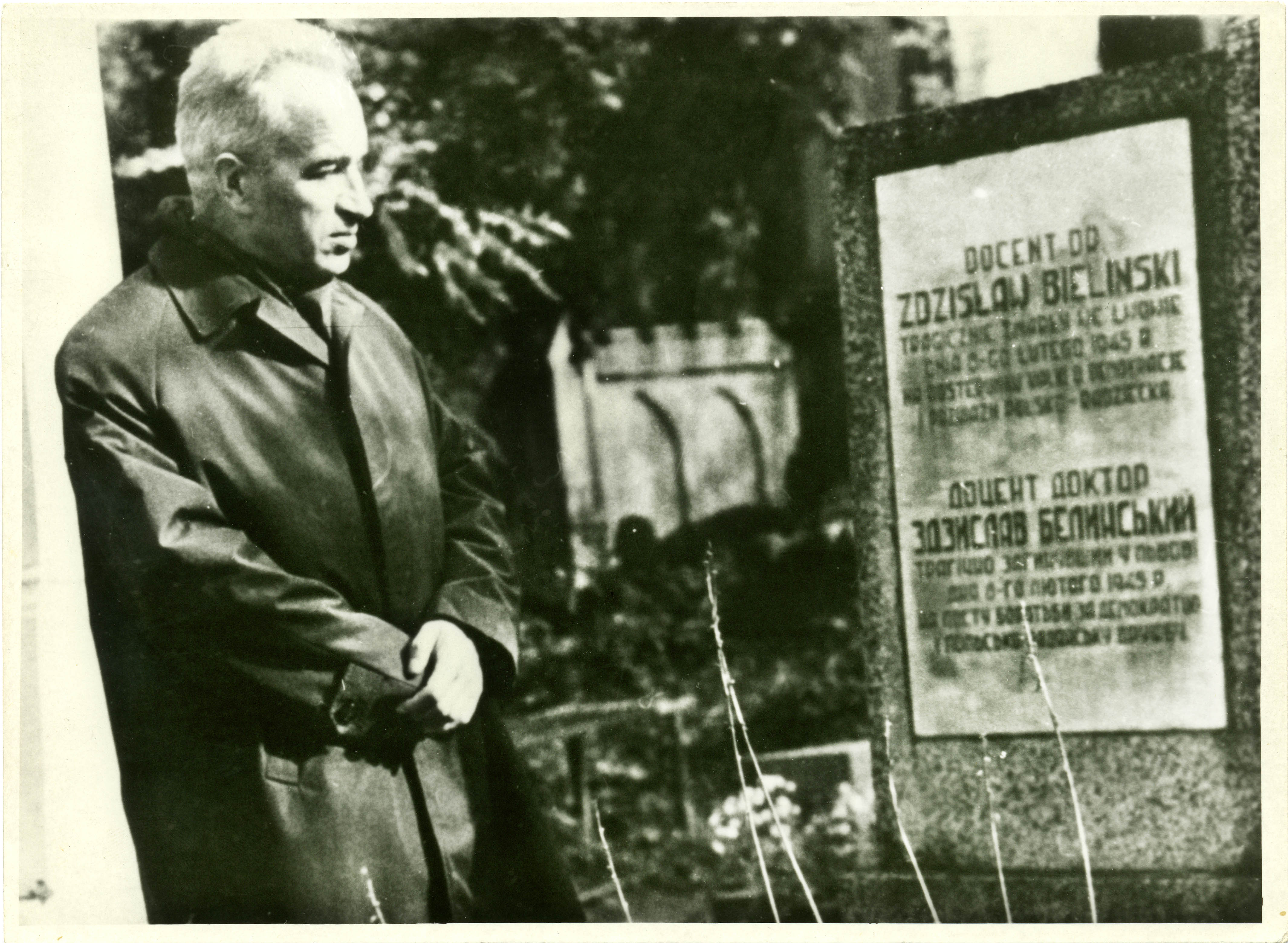
Karol Kuryluk przy grobie dr Zdzisława Bielińskiego, Lwów, 1966